# تپه اطراف شهر سوخته ۲۶۴
تپه حومه شهر سوخته ۲۶۴ مربوط به هزاره سوم قم است و در شهرستان زابل، بخش شیب آب، دهستان لوتک، ۱۴ کیلومتری جنوب غرب پایگاه باستان‌شناسی شهر سوخته واقع شده و این اثر در تاریخ ۲۰ اسفند ۱۳۸۵ با شمارهٔ ثبت ۱۸۰۷۲ به‌عنوان یکی از آثار ملی ایران به ثبت رسیده است.